# 交響曲 (サリヴァン)
交響曲 ホ長調は、アーサー・サリヴァンが作曲した唯一の交響曲。初演は1866年3月10日に行われた。この曲は、しばしば「アイリッシュ」交響曲と呼ばれる。

## 概要
サリヴァンが交響曲の作曲に着手したのは、作曲家として駆け出しの頃の1863年であった。アイルランドで休暇を過ごした彼はこう記していた。「私は風雨の中、家への道を急いで引き返していた（中略）屋根のない二輪馬車に乗っていると、交響曲の第1楽章全体がアイルランド風の色合いで頭に浮かんできたのである。他の楽章の断片もこのとき一緒に現れた。」サリヴァンが後年記したところによると「私はずっとこの曲を『アイリッシュ交響曲』と呼ぶつもりでいたが、それは『スコットランド交響曲』と比較される元だったので、控え目にしておくことにした。」この表題が楽譜の表紙に書かれるようになったのは、サリヴァンの死後の1915年に出されたノヴェロ社（Novello & Co）の版からであった。
初演は1866年3月にロンドンの水晶宮で行われた。この演奏会は人気の歌手であったジェニー・リンドが協賛し、さらにプログラムの前半で彼女が歌を披露したため、会場には3000人の聴衆が集まった。指揮を行ったのは、以前にサリヴァンの付随音楽「テンペスト」のロンドン初演を受け持ったアウグスト・マンスであった。
交響曲の評判は好ましいものだったが、音楽評論家たちは当時から他の作曲家の影響を見出していた。タイムズ紙はこう論評している。「サリヴァン氏は1年と1日ほどの間、メンデルスゾーン、ベートーヴェンも、そしてなによりシューマンをきっぱり断たなければならない。」1960年にサリヴァンの音楽を研究したガーヴェイズ・ヒューズ（Gervase Hughes）も、シューマンとシューベルトの模倣を見出している。
この交響曲はサリヴァンの生前は頻繁に取り上げられていたが、20世紀に入ってからは演奏機会に恵まれなくなった。しかし、近年になって再び注目を浴びるようになってきており、2006年10月の第1回イングランド音楽祭のオープニングコンサートではプログラムのメインを飾った。CD録音は4種類が入手可能で、新たな研究に基づく楽譜がドイツのMusikproduction Jürgen Höflichから出版されている。

## 編成
フルート2、オーボエ2、クラリネット2、ファゴット2、ホルン4、トランペット2、トロンボーン3、ティンパニ、弦五部

## 演奏時間
約35分　（第1楽章の提示部の繰り返しを行うと、もう少し長くなる）

## 楽曲構成
4楽章制である。
第1楽章 アンダンテ - アレグロ・マ・ノン・トロッポ・ヴィヴァーチェ、ホ長調、4分の3拍子 - ホ短調、2分の2拍子
アンダンテの導入は、金管楽器によって主音と属音のユニゾンが符点のリズムで奏されたのに対し、弦楽器がメンデルスゾーン風に「ドレスデン・アーメン」の音型で応答するところから始まる。続くアレグロの主部の評価は2つに分かれる。イギリスの音楽雑誌グラモフォン誌は1969年に次のように記している。「ホ短調の第1主題は形の上で、またリズムや調性も非常にメンデルスゾーン風かもしれない。しかし、これはサリヴァンの偽りのない想像力の豊かさを示す最初のしるしとなっているのである。」一方、ヒューズはソナタ形式の扱いはよくできているものの、第1主題の「ヴァイオリンのカンタービレで高く舞い上がった期待は、わずか7小節目にして砕け散ってしまう」。ト長調の第二主題が提示されたのち、展開部を経て両主題が再現され、ホ短調のまま悲劇的に締めくくられる。
第2楽章 アンダンテ・エスプレッシーヴォ、ロ長調、4分の3拍子
ロ長調の第2楽章は、「メンデルスゾーンを強く思わせる旋律」に基づいている。これは「ホルンとアルトトロンボーンのユニゾンによって救世軍が扱われた後にも続いていく。そして、最初にオーボエに出て次にヴァイオリンに出される、シューベルトの『未完成交響曲』の模倣が甚だしいフレーズで、頂点となるのである」。
第3楽章 アレグレット、ハ長調、4分の2拍子
スケルツォの第3楽章はハ長調で、批評家からの評価は最もよかった楽章である。ヒューズはこの楽章が因習的な交響曲のスケルツォの形式の代わりに、ABCAという楽句パターンの後にBによる短いコーダが付く形になっていることを指摘した。エドワード・グリーンフィールド（Edward Greenfield）はここで、シューベルトの交響曲「グレート」との驚くべき類似性を聴きとっている。この楽章の快活な主要主題は、サリヴァンが常に好んでいた楽器の一つであるオーボエによって提示される。
第4楽章 アレグロ・ヴィヴァーチェ・エ・コン・ブリオ、ホ長調、2分の2拍子
ロンド形式による終楽章には特別に独自性を発揮した点は見当たらないが、グリーンフィールドはこの楽章で見られるのが「オペレッタのトレードマークとなったような、デスカントの一つ（伝統的な上昇系の旋律に対応する急速な符点のリズム）」であるとコメントしている。
ヒューズはこの交響曲を次のように要約した。「期待の持てる第1楽章とわずかばかりの主題の発展がありながらも、この交響曲は満足な成果とはみなされ得ない。ここでは本当の自発性はほとんど見出せず、過剰な素材は機械で作られたように思われる」。対照的に、グリーンフィールドの下した結論によると、この交響曲は「ほとんど何も禁じられることのなかった、ヴィクトリア朝時代の芸術の魅力的な一例」であるという。

## 録音
- ロイヤル・リヴァプール・フィルハーモニー管弦楽団、チャールズ・グローヴズ （EMI、1968年）
- BBCコンサート・オーケストラ、Owain Arwel Hughes （cpo、1993年）
- BBCフィルハーモニック、リチャード・ヒコックス （シャンドス、2000年）
- ロイヤル・リヴァプール・フィルハーモニー管弦楽団、デーヴィッド・ロイド＝ジョーンズ （ナクソス、2007年）